# Yanush Ben Gal
Avigdor "Yanush" Ben-Gal, (hebreo: אביגדור (יאנוש) בן-גל) (n. 1936-13 de febrero de 2016) fue un general israelí, comandante de la Séptima Brigada Israelí durante la guerra de Yom Kipur en 1973 y supervisó la defensa de los Altos del Golán bajo ataque sirio. Entrado el verano de 1981, Ben Gal fue sustituido como comandante del Comando Norte por el General Amir Drori.
Ben Gal sirvió como Presidente de la Junta Directiva para Industrias Aeronáuticas de Israel y prestó servicios para el Instituto Internacional de Políticas contra el Terrorismo.